# Matthias Schraudolph

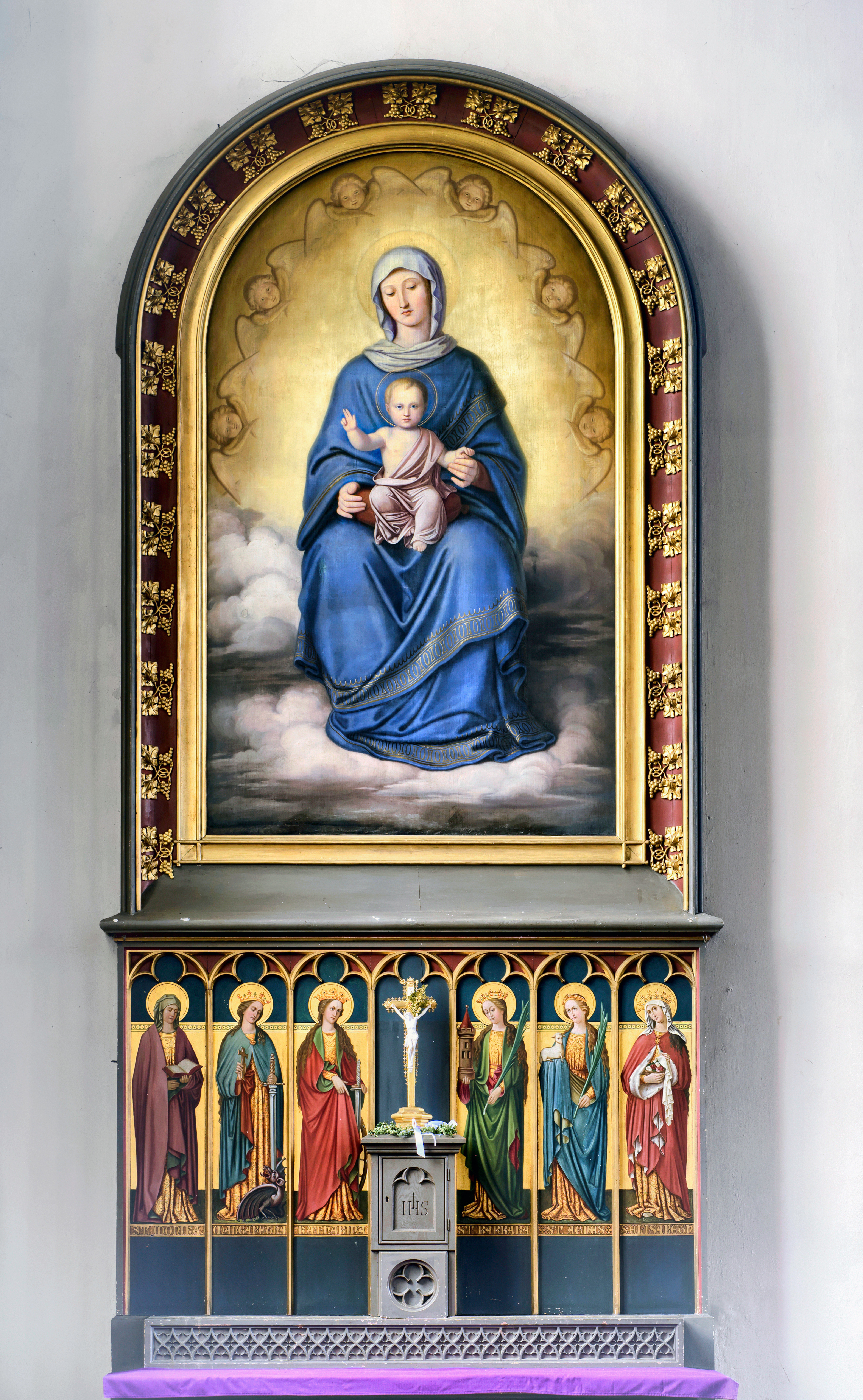
Marienaltar in der Pfarrkirche St. Johannes der Täufer in Treis-Karden

Matthias Schraudolph, auch Frater Lucas OSB, (* 24. Februar 1812 oder 1817 in Oberstdorf; † 6. Februar 1863 in Metten) war ein Kirchenmaler und Benediktiner im bayerischen Kloster Metten bei Deggendorf.

## Biographie
Schraudolph, dessen Vorname auch Mathias geschrieben wurde, war ein Bruder und Schüler der berühmteren Historienmaler Johann von Schraudolph und Claudius Schraudolph (d. Ä.), „ohne seine Vorbilder zu erreichen“. Bei seinem Eintritt in das Benediktinerkloster Metten erhielt er den Ordensnamen Lucas. Sein Werk umfasst vor allem Altarbilder und andere religiöse Gemälde für das Kloster Metten und umliegende Landkirchen. Im Zuge der allgemeinen Geringschätzung gegenüber der Kunst des 19. Jahrhunderts wurden viele seiner Werke in der zweiten Hälfte des 20. Jahrhunderts wieder aus den Kirchen entfernt.

## Werke (Auswahl)
- Altarbilder für die Seitenaltäre der Klosterkirche Metten (bei der Renovierung in den 1960er Jahren wieder durch die Barockbilder ersetzt)
- Hochaltarbild Hl. Nikolaus (heute links im Presbyterium), Hl. Gottesmutter Maria mit Elisabeth von Reute und Dominikus, Hl. Johannes der Täufer (über dem linken Seitenaltar), Hl. Benedikt, Hl. Agnes (über dem rechten Seitenaltar) für die Pfarrkirche St. Nikolaus in Edenstetten
- Bilder auf den Seitenaltären in der Pfarrkirche St. Johannes der Täufer in Treis (Treis-Karden); Bild der Gottesmutter und Bild Johannes des Täufers; auch die Predella-Bilder darunter.